# Чипровський килим
Чипровські килими (болг. Чипровски килим, Chiprovski kilim) — це плоскі килими ручної роботи з двома однаковими сторонами, які є частиною болгарської національної спадщини, традицій, мистецтва та ремесел і належать до західноболгарської традиції ткання килимів . Їх назва походить від міста Чипровці, де їх виробництво почалося в 17 столітті.
Основними кольорами є жовтий, коричневий, червоний, синій і зелений. Перші килими були тільки двох кольорів — червоного і чорного. Це унікальне і типово болгарське ремесло процвітало в період Болгарського національного відродження. Килими виготовлені з натуральних матеріалів, таких як бавовна та вовна. Товщина їх 3–5 мм.
Килимництво Чипровців було внесено до списку нематеріальної культурної спадщини ЮНЕСКО у 2014 році. Хоча чипровецькі килими є окремою місцевою традицією, вони є частиною ширшої балканської традиції килимів, яка поширена в усьому регіоні та історично зосереджена в районі навколо Балканських гір, які сьогодні розташовані як у Східній Сербії, так і в Західній Болгарії. Таким чином, чипровський килим асоціюється як особливий тип історичного піротського килима.

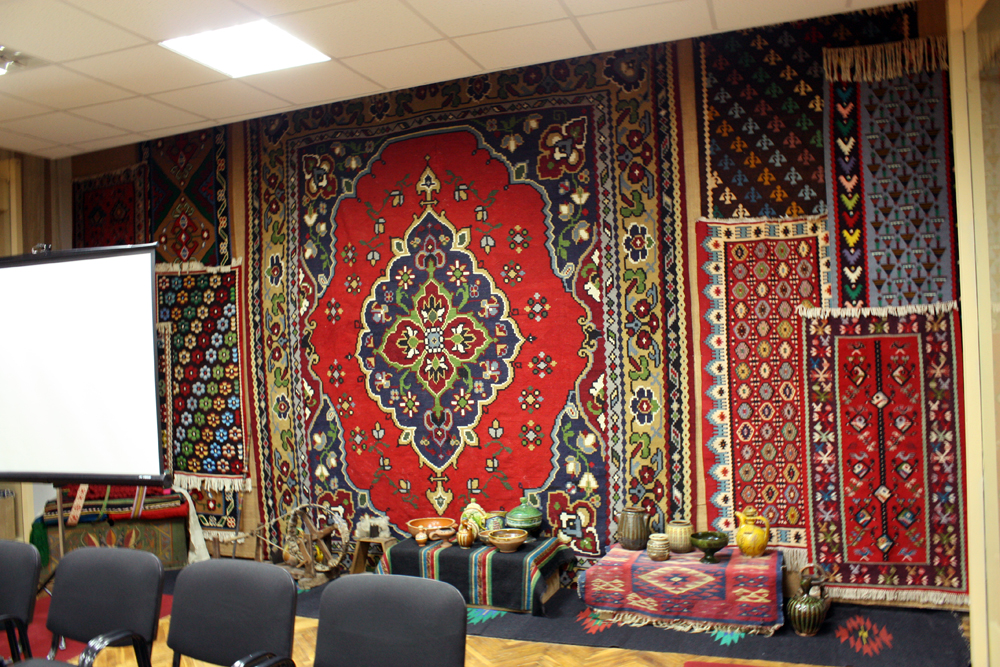
Колекція чипровських килимів з Монтани, Музей історії Болгарії

## Історія

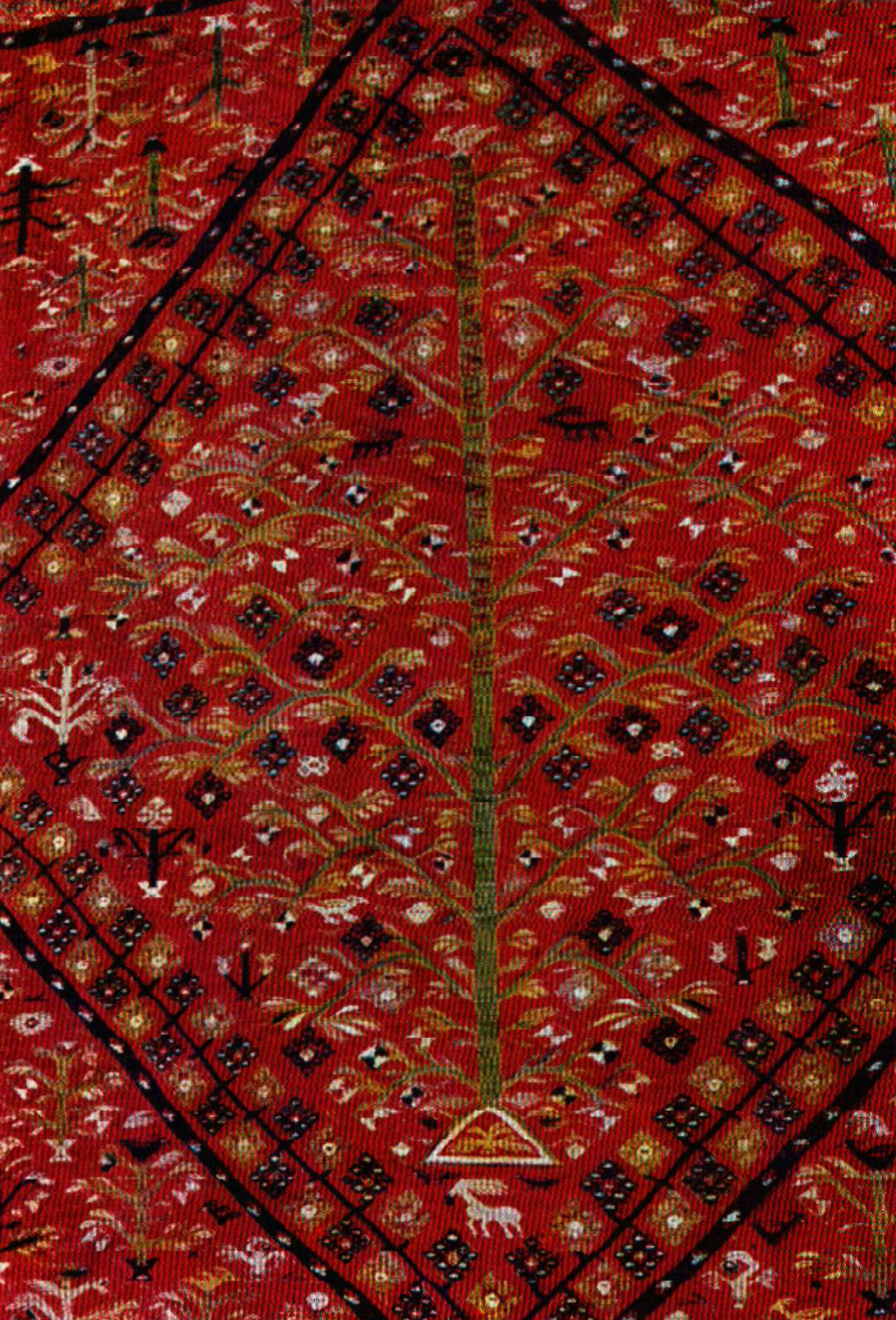
Чипровський килим

Килимарство зіграло ключову роль у відродженні Чипровців у 1720-х роках після спустошення невдалого Чипровецького повстання 1688 року проти османського панування.
Західний мандрівник Амі Буе, який побував у Чипровцях у 1836—1838 роках, повідомляв, що «переважно дівчата під навісами або в коридорах займаються килимарством. Вони заробляють лише п'ять франків на місяць, а раніше оплата була ще нижчою». До 1868 року річне виробництво килимів у Чипровцях перевищило 14 тис. квадратних метрів.
У 1896 році килимарством займалося майже 1400 жінок Чипровця та району. У 1920 році місцеві жителі заснували перший в країні килимарський кооператив ручної праці.
Наразі килимове виробництво залишається домінантним у місті. Килими виготовляються відповідно до традиційних малюнків, але в останні роки клієнти самі вирішують, який малюнок килима вони замовили.
Виробництво одинарне 3 на 4 м (9,8 на 13,1 фут) килим займає близько 50 днів; килимарством займаються переважно жінки. Робота повністю ручна, всі використані матеріали натуральні; основним матеріалом є вовна, пофарбована рослинними або мінеральними барвниками.
Місцеві килими були відзначені на виставках у Лондоні, Парижі, Льєжі та Брюсселі. Однак протягом останніх десятиліть чипровська килимова промисловість занепадала, оскільки втратила міцні зовнішні ринки. Як наслідок, місто та муніципалітет переживають демографічну кризу.